# Светлогорск (Калининградска област)
Светлогорск (на руски: Светлогорск; до 1947 г. – Раушен) е град в Русия, административен център на Светлогорски район, Калининградска област. Населението на града към 1 януари 2018 е 13 663 души.